# نيكولاس والترز
نيكولاس والترز (بالإنجليزية: Nicholas Walters)‏ مواليد 4 يناير 1986 في مونتيغو باي، هو ملاكم محترف جامايكي يصنف ضمن فئة وزن الريشة. حقق بطولة رابطة الملاكمة العالمية.

## إحصائيات
خاض خلال مسيرته 28 نزالا، فاز في 26 وتعادل في 1 وخسر في 1. فاز بالضربة القاضية في 21 نزالا.

## روابط خارجية
- نيكولاس والترز على موقع بوكس ريك (الإنجليزية) (registration required)